# Volo Singapore Airlines 006
Il volo Singapore Airlines 006 era un volo di linea operato da un Boeing 747 proveniente da Singapore e diretto, via Taipei, a Los Angeles. Si schiantò in fase di decollo il 31 ottobre 2000, a causa di un errore del comandante che imboccò una pista chiusa al traffico all'aeroporto di Taipei-Chiang Kai Shek. Nell'incendio che si sviluppò a seguito dell'incidente persero la vita 83 persone che si trovavano a bordo del velivolo.

## Aereo ed equipaggio
Il velivolo coinvolto nell'incidente era un Boeing 747-412B con numero di registrazione 9V-SPK e S/N 28023, consegnato alla Singapore Airlines il 21 giugno 1997. Due giorni prima dell'incidente aveva all'attivo un totale di 18459 ore di volo e 2274 cicli di decollo-atterraggio. Il bilanciamento del carico risultava nei limiti.
Il pilota in comando dell'aereo era il capitano Foong Chee Kong (41). Era un pilota esperto con un totale di 11.235 ore di volo, di cui 2.017 su aerei Boeing 747-400. Il copilota, il primo ufficiale Latiff Cyrano (36), aveva 2.442 ore di volo totali, comprese 552 ore sul Boeing 747-400. Il terzo membro dell'equipaggio non operativo per questo settore era un pilota di soccorso, il primo ufficiale Ng Kheng Leng (38), con circa 5.508 ore di volo totali, comprese 4.518 ore sul Boeing 747-400.

## Il volo
Alle 23:00 ora locale di Taipei (15:00 UTC) del 31 ottobre 2000, l'aereo lasciò la baia B5 dell'aeroporto internazionale di Chiang Kai-shek durante una forte pioggia causata dal Tifone Xangsane. Alle 23:05:57, il controllo di terra ha autorizzato l'aereo a rullare sulla pista 05L tramite la taxiway SS, WC, quindi NP. Alle 23:15:22, l'aereo è stato autorizzato al decollo sulla pista 05L. Molti vettori nel sud-est e nell'Asia orientale decollano in caso di condizioni meteorologiche avverse.
Dopo una attesa di sei secondi, alle 23:16:36, l'equipaggio ha tentato il decollo sulla pista 05R, che era stata chiusa per riparazioni, invece che sulla pista 05L assegnata (che correva parallela alla 05R). Il capitano ha riconosciuto correttamente che doveva decollare alle 05L, ma ha virato l'aereo di 215 m (705 ft) troppo presto e si è allineato con 05R. L'aeroporto all'epoca non era dotato di ASDE, un radar terrestre che consente ai controllori del traffico aereo di monitorare i movimenti degli aerei a terra.

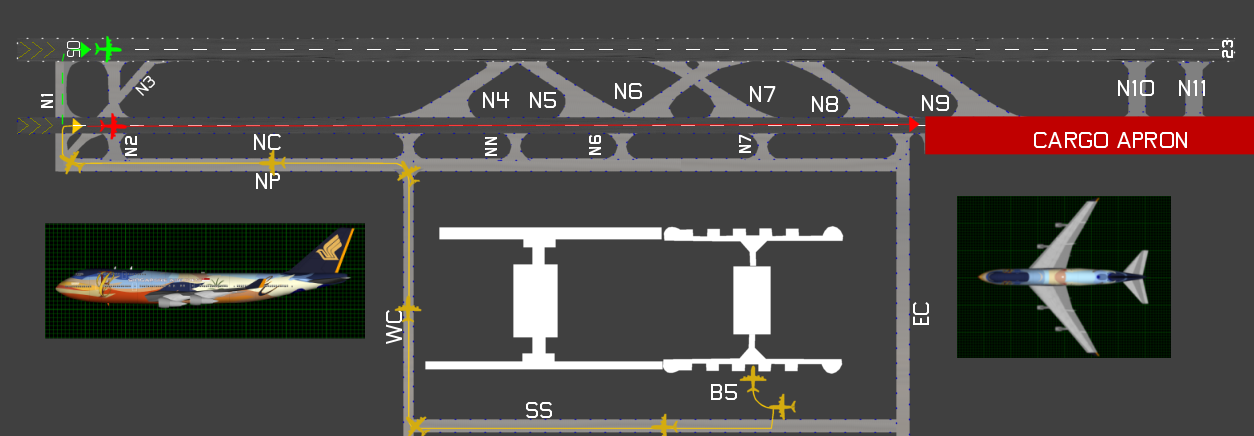
La linea verde indica il percorso che il Boeing avrebbe dovuto seguire mentre la linea rossa indica il percorso errato che il Boeing ha percorso

Poiché la visibilità era scarsa sotto la forte pioggia, i piloti non hanno visto che le attrezzature edili, tra cui due escavatori, due rulli vibranti, un piccolo bulldozer e un compressore d'aria, erano parcheggiate sulla pista 05R. Inoltre, la pista conteneva Barriere Jersey. Circa 41 secondi dopo, l'aereo entrò in collisione con i macchinari e si spezzò in tre pezzi principali. La fusoliera fu lacerata in due e i motori e il carrello di atterraggio si separarono. Una gru ha strappato l'ala sinistra dell'aereo, costringendolo a tornare a terra. Il muso colpì un escavatore, con conseguente vasto incendio, distruggendo la sezione anteriore della fusoliera e le ali; Sul luogo dell'incidente morirono 77 dei 159 passeggeri e quattro dei 20 membri dell'equipaggio. Molti dei morti erano seduti nella sezione centrale dell'aereo. Il carburante immagazzinato nelle ali è esploso e ha incenerito quella sezione. Alle 23:17:36 suonò la campana di emergenza e 41 veicoli antincendio, 58 ambulanze, 9 unità di illuminazione e 436 membri del personale furono inviati per assistere i sopravvissuti e spegnere l'incendio. Agenti estinguenti chimici sono piovuti sull'aereo circa tre minuti dopo l'impatto. Alle 23:35 l'incendio è stato domato. Alle 23:40, ambulanze non aeroportuali e veicoli di emergenza di altre agenzie si sono radunati al cancello nord. Alle 00:00, ora di Taipei, del 1º novembre, l'incendio era in gran parte spento e la parte anteriore dell'aereo era distrutta. Le autorità hanno istituito un centro di comando temporaneo.

## Le vittime
Al momento dell'incidente a bordo dell'aereo si trovavano 179 passeggeri e membri dell'equipaggio, tra cui tre bambini e tre neonati. Dei 179 occupanti, 83 sono morti, 39 hanno riportato ferite gravi e 32 hanno riportato ferite lievi, mentre 25 sono rimasti illesi. Quattro membri dell'equipaggio morirono; 81 passeggeri e l'equipaggio sono morti nell'impatto subito dopo lo schianto e due passeggeri sono morti in ospedale. La maggior parte dei passeggeri a bordo del volo erano taiwanesi e americani.

### Provenienza dei passeggeri e dell'equipaggio e tipologia delle lesioni subite

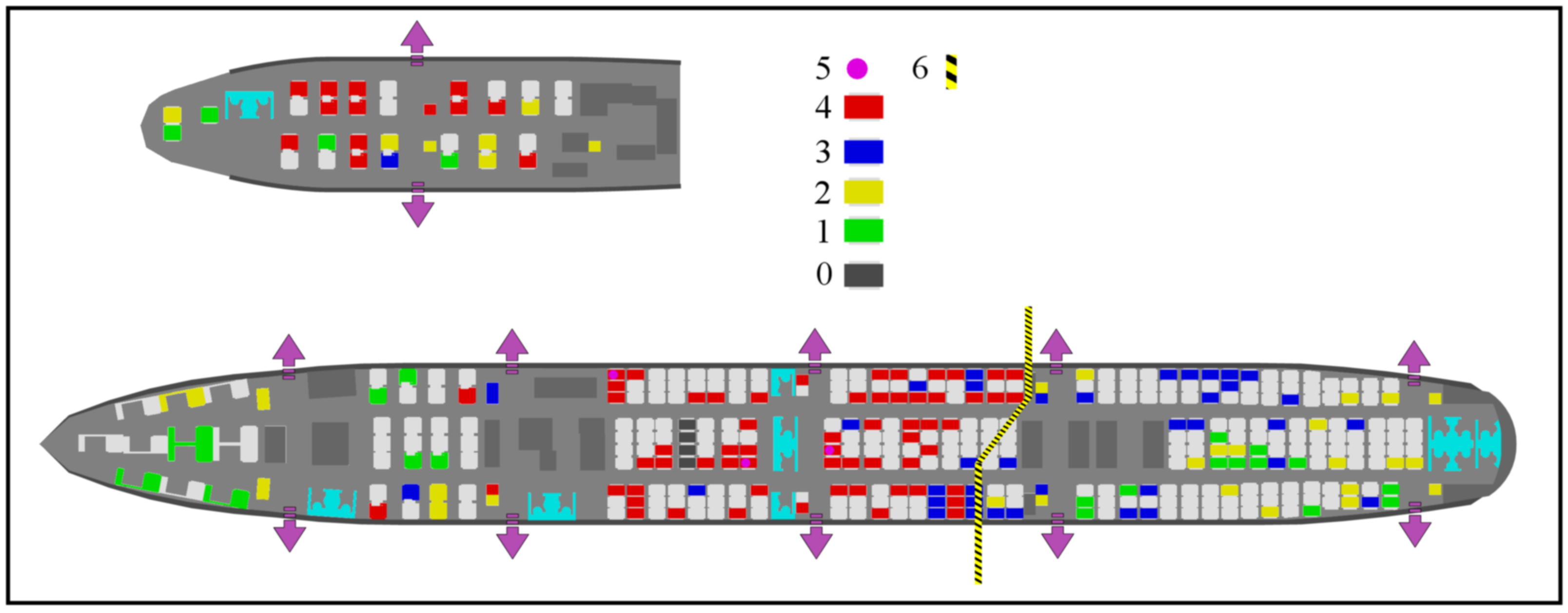
Diagramma di 9V-SPK che illustra la posizione dei posti dell'equipaggio e dei passeggeri, l'assenza di lesioni, la gravità delle lesioni e i decessi.

Il capitano, il copilota e il pilota di soccorso provenivano da Singapore su un altro volo SQ006 il giorno prima dell'incidente, si riposavano in un hotel a Taipei e si imbarcavano sull'SQ006 il 31 ottobre. Tutti e tre i membri dell'equipaggio di volo sono sopravvissuti allo schianto. Il pilota e il pilota di soccorso non hanno riportato ferite, mentre il copilota ha riportato ferite lievi. Dei 17 membri dell'equipaggio di cabina, quattro sono morti, quattro hanno riportato ferite gravi e 9 hanno riportato ferite lievi.
Dei passeggeri, 79 sono morti, 35 hanno riportato ferite gravi, 22 hanno riportato ferite lievi e 23 sono rimasti illesi.
Il volo trasportava cinque passeggeri di prima classe, 28 passeggeri di classe business (9 sul ponte inferiore e 19 sul ponte superiore) e 126 passeggeri di classe economica. Dei passeggeri di prima classe, uno ha riportato ferite lievi e quattro non hanno riportato ferite. Dei passeggeri della classe business, 14 (due sul ponte inferiore, 12 sul ponte superiore) sono morti, due (uno sul ponte inferiore, uno sul ponte superiore) hanno riportato ferite gravi, sette (due sul ponte inferiore, cinque sul ponte superiore) sono rimasti feriti. ferite lievi e otto (quattro sul ponte inferiore, quattro sul ponte superiore) sono rimasti illesi. Dei passeggeri della classe economica, 65 sono morti, 33 hanno riportato ferite gravi, 14 hanno riportato ferite lievi e 11 sono rimasti illesi. I passeggeri del ponte inferiore che morirono erano seduti nelle file da 22 a 38. Sessantaquattro dei 76 passeggeri nella sezione economica di prua furono uccisi dall'esplosione del serbatoio centrale del carburante, che provocò un intenso incendio. Nel ponte superiore della sezione business class, 12 passeggeri su 19 e uno su due assistenti di volo sono morti per inalazione di fumo e incendio; 10 corpi, provenienti dal ponte superiore della business class, sono stati rinvenuti tra la tromba delle scale e l'uscita 2L del ponte principale. Tutti i passeggeri nella sezione economica di poppa sono sopravvissuti.
Dei passeggeri sulla tratta continuativa per Los Angeles, 77 hanno volato da Singapore e 82 da Taipei. Dei passeggeri provenienti da Singapore morirono 37. Dei passeggeri provenienti da Taipei morirono 42. Tre passeggeri maschi identificati come neonati sono tutti morti, inclusi due indiani originari di Singapore e un taiwanese originario di Taipei.
Il Dipartimento di Patologia Forense dell'Istituto di Medicina Straniera, Ministero della Giustizia ha eseguito sette autopsie. Una persona è morta per ferite da impatto e sei persone sono morte per gravi ustioni. Molti passeggeri del volo hanno riportato ustioni a causa degli schizzi di carburante dell'aereo.
Un passeggero taiwanese di 45 anni con oltre l'86% di ustioni è deceduto a causa delle ferite riportate al Linkou Chang Gung Memorial Hospital, Linkou, contea di Taipei (ora Nuova Taipei City) domenica 5 novembre 2000. Una donna di Singapore di 30 anni che ha subito Il 95% delle ustioni è deceduto a causa delle ferite riportate in un ospedale taiwanese il 24 novembre 2000.
Tra i singaporiani che morirono nello schianto c'erano la madre di un addestratore di cavalli del Singapore Turf Club; un assistente professore del Dipartimento di Informatica dell'Università Nazionale di Singapore e sua moglie; e un pilota dell'aeronautica militare della Repubblica di Singapore in viaggio per frequentare il corso per istruttori avanzati di armi da caccia organizzato dalla Air National Guard. Inoltre, quattro dei morti erano dipendenti della Motorola. Uno dei membri dell'equipaggio di cabina che morì nell'incidente era un ex calciatore della nazionale di Singapore e fratello di Subhas Anandan, un importante avvocato penalista di Singapore.
Tra i passeggeri di altre nazionalità periti c'erano il presidente e due vicepresidenti della Ameripec Inc. con sede a Buena Park, California. Un professore della UC Davis è sopravvissuto allo schianto con il 12% di ustioni di secondo grado. William Wang, che in seguito fondò Vizio, subì un avvelenamento da monossido di carbonio, ma sopravvisse.
John Diaz, che all'epoca era un dirigente di MP3.com, subì danni ai polmoni e "shock corporeo", che provocarono la compressione delle articolazioni con danni ai tessuti molli. Quando è apparso al The Oprah Winfrey Show, ha usato un deambulatore.

## I risultati delle indagini

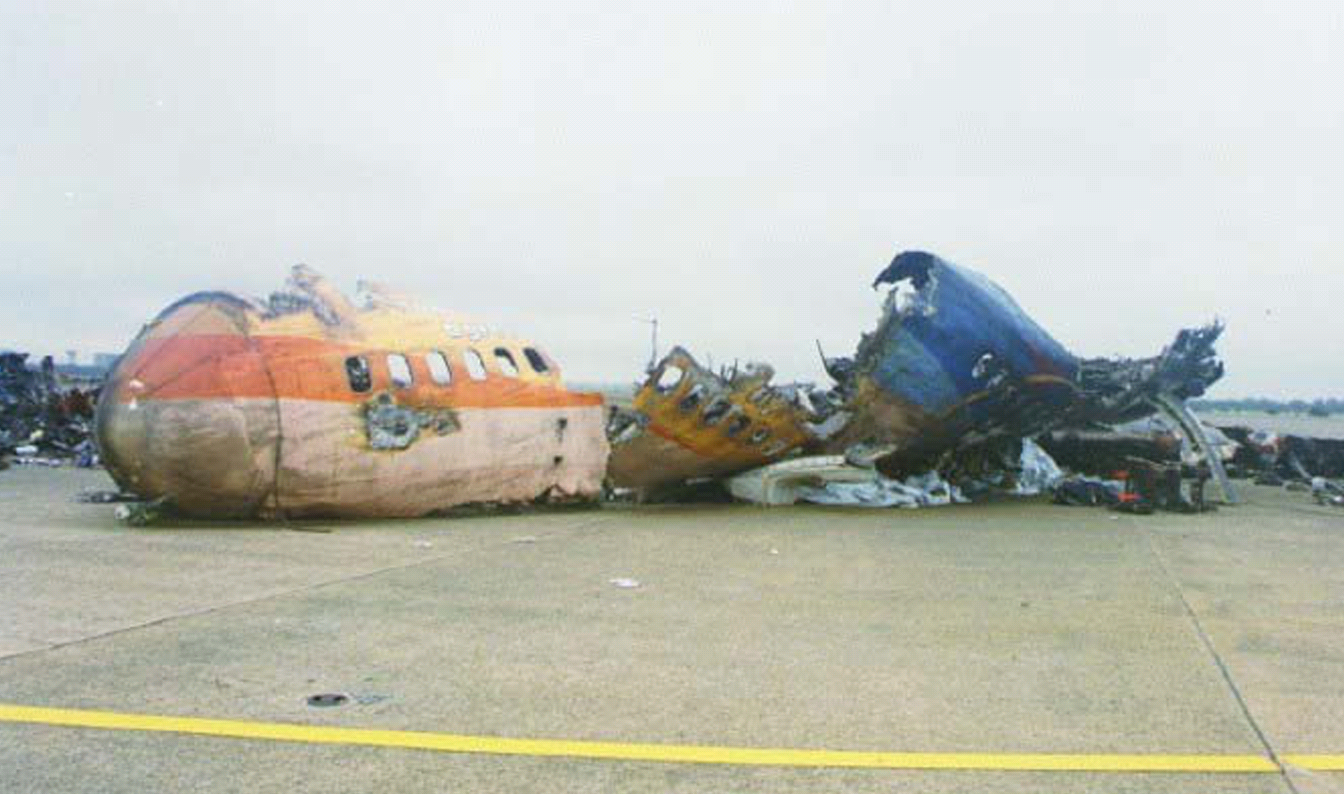
I resti della sezione anteriore del 9V-SPK.

Un'indagine sull'incidente è stata condotta dal Consiglio per la sicurezza aerea (ASC) della Repubblica di Cina (Taiwan). Il rapporto finale è stato emesso dall'ASC il 24 aprile 2002. La sezione del rapporto "Risultati relativi a probabili cause", che descriveva dettagliatamente i fattori che hanno avuto un ruolo importante nelle circostanze che hanno portato all'incidente, affermava che l'equipaggio di volo non aveva esaminato il taxi rotta, nonostante avesse tutte le carte pertinenti, e di conseguenza non sapeva che l'aereo era entrato nella pista sbagliata. Entrando nella pista sbagliata, l'equipaggio di volo aveva trascurato di controllare il display paravisivo  e il display di volo principale, che avrebbe indicato che l'aereo era allineato sulla pista sbagliata. Secondo l'ASC questi errori, uniti all'imminente arrivo del tifone e alle cattive condizioni meteorologiche, hanno fatto perdere la consapevolezza della situazione all'equipaggio di volo e li hanno indotti a tentare il decollo dalla pista sbagliata.

## Notifica dei dettagli

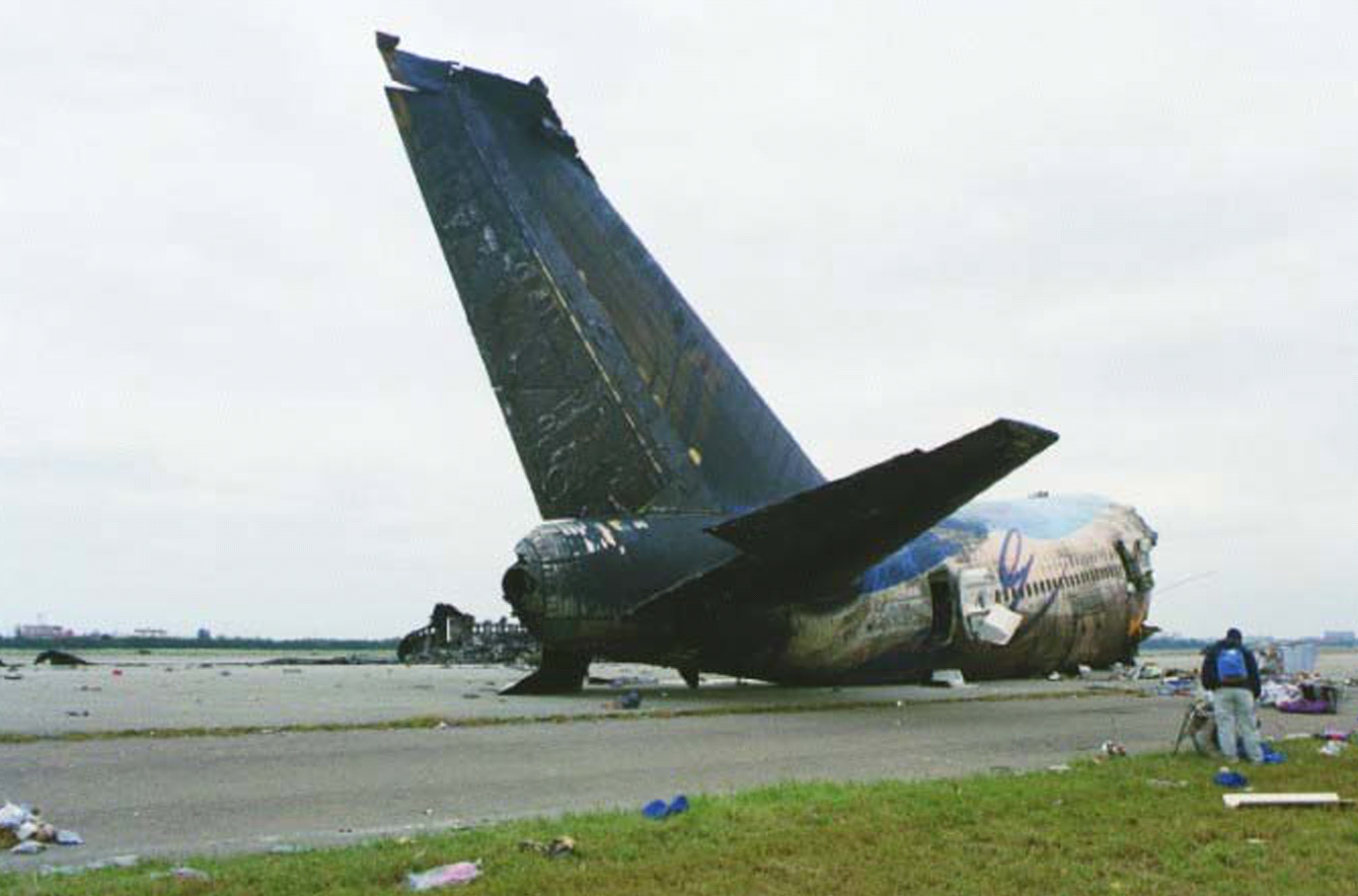
La sezione di coda rotta del 9V-SPK.

Immediatamente dopo l'incidente, un portavoce della Singapore Airlines a Los Angeles, California, Stati Uniti, ha dichiarato che nell'incidente non si sono verificate vittime; la dichiarazione della compagnia aerea è stata successivamente rivista per affermare che si sono verificati degli incidenti mortali. La compagnia aerea inizialmente ha dichiarato che le segnalazioni secondo cui l'aereo aveva preso la pista sbagliata non erano vere prima che il fatto che fosse stata utilizzata la pista sbagliata fosse dimostrato vero.
Un parente la cui sorella e i cui genitori sono morti nell'incidente dell'SQ006 ha criticato la compagnia aerea per aver impiegato troppo tempo per avvisare i parenti. Un centro di consulenza è stato aperto all'aeroporto internazionale di Los Angeles per occuparsi dei parenti dei passeggeri. A Taipei, i parenti delle vittime hanno fornito campioni di sangue per identificare i corpi.

## Contestare i risultati delle indagini
Il rapporto di ASC è stato considerato controverso dal Ministero dei trasporti di Singapore, da Singapore Airlines e dalla Federazione internazionale delle associazioni dei piloti di linea (IFALPA), tra gli altri.
I funzionari di Singapore hanno protestato dicendo che il rapporto non presentava un resoconto completo dell'incidente ed era incompleto, poiché la responsabilità dell'incidente sembrava essere stata attribuita principalmente all'equipaggio di volo dell'SQ006, mentre altri fattori altrettanto validi erano stati minimizzati. Il team di Singapore che ha partecipato all'indagine ha ritenuto che l'illuminazione e la segnaletica dell'aeroporto non fossero all'altezza degli standard internazionali. Alcune luci critiche mancavano o non funzionavano. All'inizio della pista chiusa non sono state installate barriere o segnalazioni che avrebbero allertato l'equipaggio di volo che si trovavano sulla pista sbagliata. Il team di Singapore ha ritenuto che a questi due fattori fosse stato dato meno peso del dovuto, poiché un altro equipaggio di volo aveva quasi commesso lo stesso errore di utilizzare la pista 05R per decollare giorni prima dell'incidente.
Anche Singapore Airlines ha rilasciato una dichiarazione dopo la pubblicazione del rapporto ASC. Nella sua dichiarazione, Singapore Airlines ha ribadito i punti sollevati dagli investigatori di Singapore e ha aggiunto che il controllore del traffico aereo non ha seguito la propria procedura quando ha dato l'autorizzazione al decollo dell'SQ006 nonostante non fosse in grado di vedere l'aereo. Singapore Airlines ha inoltre chiarito che il display paravisivo  aveva lo scopo di aiutare l'equipaggio di volo a mantenere la linea centrale della pista in condizioni di scarsa visibilità, piuttosto che per identificare la pista in uso.
La dichiarazione di Kay Yong (cinese: 戎凱; pinyin: Rēng Kăi), amministratore delegato del Consiglio per la sicurezza aerea della Repubblica cinese, implicava che l'errore del pilota avesse avuto un ruolo importante nello schianto del Boeing 747-400, che portò all'incidente. morte di 83 persone. Ha affermato che l'aeroporto avrebbe dovuto posizionare dei segnali che indicassero che la pista era chiusa ai decolli e agli atterraggi.
La pista 05R non era bloccata da barriere perché parte della pista veniva utilizzata dagli aerei in atterraggio per tornare al terminal dell'aeroporto. Il pilota ha confermato per due volte alla torre di controllo di trovarsi sulla pista corretta; i controllori non sapevano che l'aereo aveva effettivamente preso la pista sbagliata perché l'aeroporto non aveva un radar terrestre e l'aereo era fuori dalla vista della torre al momento del tentativo di decollo.

## Azioni dell'equipaggio di volo e degli assistenti di volo
Un sopravvissuto all'incidente ha dichiarato in un articolo di USA Today che alcuni membri dell'equipaggio di cabina non erano in grado di aiutare i passeggeri a fuggire dall'aereo perché erano paralizzati dalla paura o dalla mancanza di competenza nelle procedure di emergenza; era seduto nella zona business class del ponte superiore. Lo Straits Times riportava rapporti di assistenti di volo che salvavano vite di passeggeri. Un articolo tratto dal giornale affermava che un'assistente di volo inizialmente era sfuggita allo schianto, ma poi era corsa di nuovo nell'aereo per tentare di salvare i passeggeri ed era morta.
L'australian ha riferito che alcuni assistenti di volo hanno aiutato i passeggeri, mentre alcuni assistenti di volo sono fuggiti dall'aereo prima che tutti i passeggeri fossero recuperati. Il New Paper affermava che i piloti avevano tentato di aiutare i passeggeri.
Il rapporto taiwanese afferma che il pilota di soccorso (membro dell'equipaggio 3, o CM-3) ha dichiarato in un'intervista di essere stato il primo a lasciare la cabina di pilotaggio e l'ultimo a lasciare l'aereo. Un passeggero seduto nella il posto 17A dichiarava che l'assistente di volo della porta destra del ponte superiore lo aveva indirizzato al ponte principale tramite le scale; l'assistente di volo morì in seguito.
I passeggeri del ponte superiore e gli assistenti di volo hanno dichiarato che l'assistente di volo dell'equipaggio responsabile (CIC) è salito al piano di sopra dopo il primo impatto; successivamente morì l'assistente di volo del CIC. Morirono anche gli assistenti di volo 3R e 3L; erano seduti al centro dell'aereo.

## Conseguenze

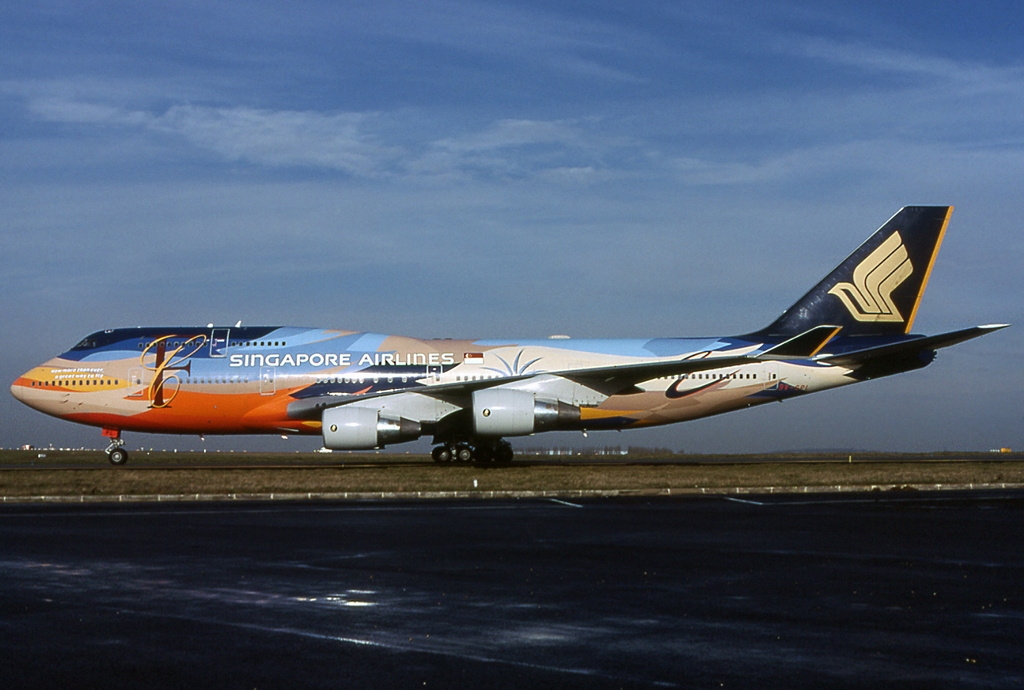
9V-SPL, aereo gemello dell'aereo dell'incidente, visto all'Aeroporto Charles de Gaulle con ancora indosso la livrea "Tropical" nel novembre 2000.

L'aereo dell'incidente 9V-SPK era dipinto con una livrea speciale chiamata "Rainbow" (comunemente chiamata "Tropical" o "Tropical Megatop") al momento dell'incidente. La livrea è stata svelata nel settembre 1998 in concomitanza con il lancio delle ultime offerte di prodotti e servizi di cabina di Singapore Airlines in tutte le classi di viaggio della compagnia aerea dell'epoca. Dopo l'incidente, il 9V-SPL, un altro aereo dipinto con la stessa livrea, è stato rimosso dal servizio e ridipinto con la livrea standard della Singapore Airlines. Solo dopo 15 anni la compagnia aerea ha introdotto un'altra livrea speciale, questa volta su due dei suoi aerei Airbus A380 in concomitanza con le celebrazioni del 50º Giorno Nazionale di Singapore.

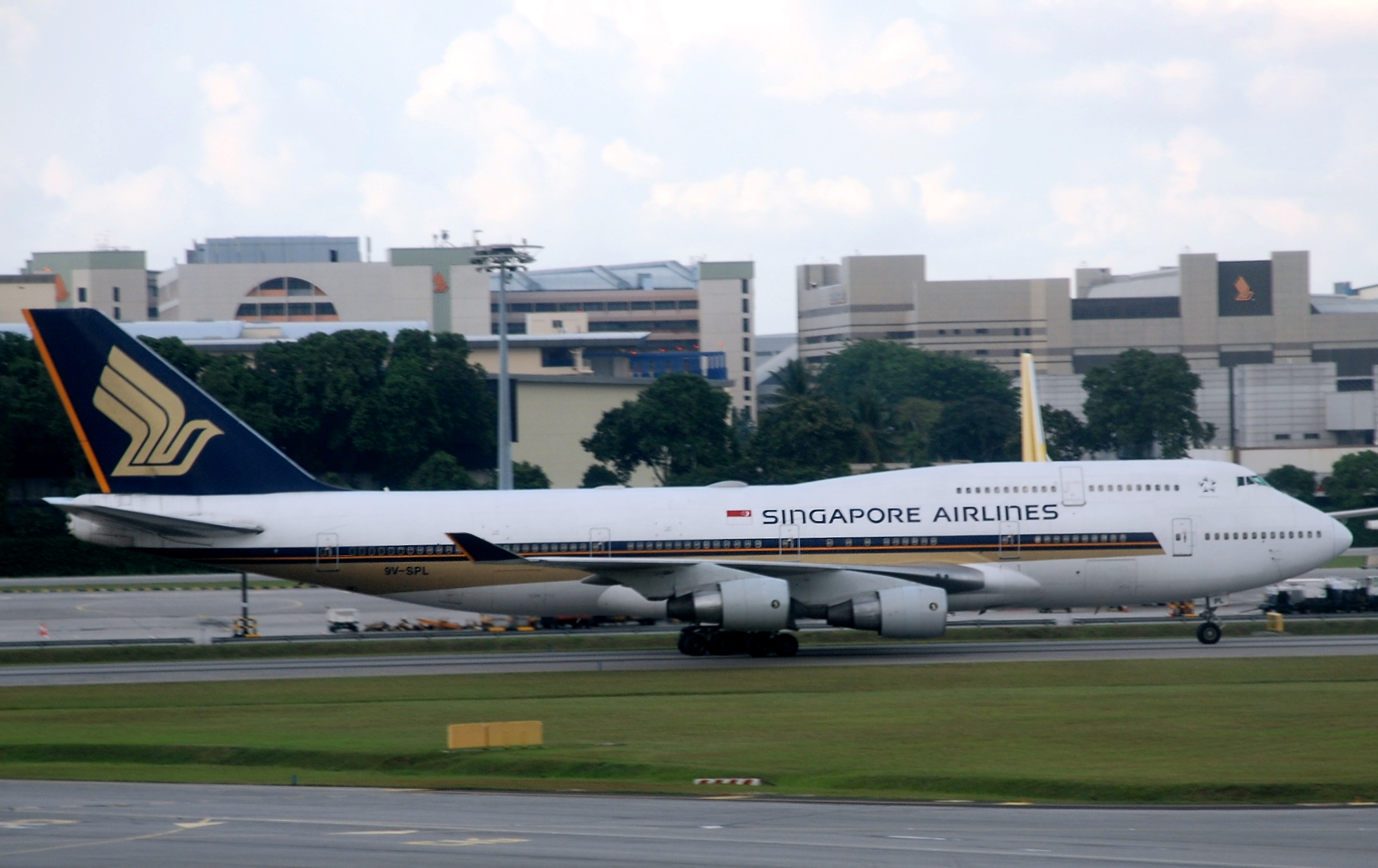
Dopo l'incidente dell'SQ006, la livrea "Tropical" del 9V-SPL è stata rimossa.

Circa due settimane dopo l'incidente, Singapore Airlines ha cambiato il numero del volo della rotta Singapore-Taipei-Los Angeles da SQ006 a SQ30. Anche il volo di ritorno per Singapore, SQ005, è stato cambiato in SQ29. Alcuni anni dopo il numero del volo fu nuovamente cambiato in SQ28/27. L'aereo operativo fu sostituito dal Boeing 777-200ER e poi dal 777-300ER. Tuttavia, a partire da dicembre 2023, Singapore Airlines vola direttamente tra Singapore e Los Angeles, eliminando lo scalo a Taipei. Inoltre, il numero del volo per questa rotta è ora SQ36 e SQ38. Inoltre, la compagnia aerea utilizza ora un Airbus A350 su entrambe le rotte.
Dopo la pubblicazione del rapporto ASC, i pubblici ministeri della Repubblica Cinese (ROC) hanno invitato l'equipaggio di volo dell'SQ006 a tornare alla ROC per essere interrogato e i tre membri dell'equipaggio hanno obbedito. All'epoca abbondavano le voci secondo cui i piloti avrebbero potuto essere detenuti nella ROC e accusati di negligenza. L'IFALPA aveva precedentemente dichiarato che avrebbe informato i suoi membri delle difficoltà di operare nella ROC se l'equipaggio di volo di SQ006 fosse stato perseguito. I pubblici ministeri non hanno sporto denuncia e all'equipaggio di volo è stato permesso di lasciare la ROC.
Nonostante la decisione dell'alto procuratore taiwanese di non perseguire i piloti per i primi tre anni dopo l'incidente, Singapore Airlines ha successivamente licenziato il capitano e il primo ufficiale coinvolti nell'incidente dell'SQ006 nel 2000.
Singapore Airlines ha offerto un aiuto finanziario immediato di 5.000 dollari a ciascun sopravvissuto pochi giorni dopo l'incidente. Singapore Airlines ha anche offerto 400.000 dollari alle famiglie di ciascuno dei morti. Tuttavia, più di 30 sopravvissuti e famiglie delle vittime hanno rifiutato l'offerta e hanno citato in giudizio Singapore Airlines per danni maggiori. Quaranta cause legali sono state intentate contro Singapore Airlines a Singapore mentre più di 60 cause legali relative a passeggeri sono state intentate negli Stati Uniti. Tutte le cause legali sono state risolte in via stragiudiziale.
L'Association of Asian American Yale Alumni ha intitolato un programma di borse di servizio alla comunità in onore di Tina Eugenia Yeh, un'alunna morta nell'incidente.

### Rimpatrio delle salme
Entro l'8 novembre 2000 era previsto il rimpatrio di diversi corpi. I corpi di 14 passeggeri taiwanesi e degli altri sono rimasti a Taipei per essere recuperati dai parenti.

### Ricovero e rilascio dei sopravvissuti
Entro il 2 novembre 2000, 40 passeggeri e l'equipaggio furono ricoverati in ospedale, di cui 11 furono rilasciati più tardi quella notte. Il 5 novembre 2000, 34 passeggeri e l'equipaggio rimasero ricoverati in ospedale. 64 sono stati dimessi dagli ospedali. Un passeggero taiwanese è morto lo stesso giorno. L'8 novembre 2000, 24 passeggeri e membri dell'equipaggio erano rimasti ricoverati in ospedale: 20 a Taiwan, 3 a Singapore e 1 negli Stati Uniti. L'aeronautica militare della Repubblica di Singapore ha schierato un Boeing KC-135R appositamente configurato per l'evacuazione medica delle vittime critiche di Singapore; 73 sopravvissuti, 40 dei quali non ricoverati in ospedale e 33 dimessi, erano tornati a casa o avevano continuato il viaggio.

## Il volo Singapore Airlines 006 nei media
Il volo Singapore Airlines 006 è stato analizzato nella puntata Decollo nella tempesta della dodicesima stagione del documentario Indagini ad alta quota trasmesso da National Geographic Channel.